# مالي فين
مالي فين (بالإنجليزية: Mali Finn)‏ واسمها الحقيقي ماري آليس مان، وهي مُديرَة تمثيل أمريكيّة ومدرّسة سابقة وُلدت في 8 مارس 1938 وتوفّيت في 28 نوفمبر 2007. وكانَت سبباً رئيسياً في اختيار مُمثّلين نجحوا في مسيرتهم الفنيّة من أمثال إدوارد فورلونغ، وليوناردو دي كابريو، وراسل كرو.

## حياتها
وُلِدت ماري آليس مان في 8 مارس 1938 في مدينة دانفيل بولاية إلينوي، وانتقلت للعيش في مينيابوليس حيث حصلت هناك على درجة الباكالوريوس في المسرح من جامعة مينيسوتا. وتزوّجت من دون فين وهو مدير تمثيل أيضاً وأنجبت من طفلاً واحداً.

### حياتها المهنية
في بداية ثمانينات القرن الماضي، كانت تُدرّس الدراما في مدرسة ثانويّة في ميشيغان. كما أنّها درّست عن الادب الإنجليزي في كلية الأمل في بداية السبعينات. وفي عام 1981 انتَقل الزوجان للعيش في نيوبورت بيتش في كاليفورنيا حيثُ بدأت مسيرتها كمديرة للتمثيل. وقد اختارت عدداً من المُمثّلين الغير معروفين حينها وسلّطت عليهم الضوء ليُكملوا مسيرتهم الفنيّة بنجاح، مثل ليوناردو دي كابريو حيث اقتَرحت على جيمس كاميرون ليتم اختياره لأداء فيلم التيتانيك. كما أنّها اختارت راسل كرو لأداء دور في فيلم إل ايه سري للغاية. وقد عَملت مالي على اختيار طاقم عمل ما يُقارب 90 عملاً فلمياً وتلفزيونيّاً خلال مسيرتها المهنيّة؛ فمثلاً عَمِل معها المخرج كيرتس هانسون على أربعةٍ من أفلامِه.
فازَت مالي بالعديد من الجوائز عن اختيارتها، بما في ذلك جائزة آرتوس لأفضل طاقم تمثيل عن فيلم إل ايه سري للغاية وفيلم شبكة HBO المعروف باسم 61. كما ترشّحت لنيل ثلاثة منها عن فيلم التيتانيك.

### وفاتها
تقاعدت مالي في 2006 بسبب سرطان الجلد الذي أودَى بحياتها في عُمر 69 في 28 نوفمبر 2007 في منزلها في سونوما.

## أعمالها لاختيارات طاقم التمثيل
- 10000 ق م (فيلم)
- Dirty Hands
- لاكي يو
- العدد 23 (فيلم)
- اغتيال جيسي جيمس من قبل الجبان روبرت فورد
- القناص (فيلم)
- الركض بالمقصات
- Seraphim Falls
- Walker Payne
- شمال المدينة (فيلم)
- ماء عادم (فيلم)
- اغتيال ريتشارد نيكسون
- Undertow
- Raising Helen
- الفتاة المجاورة
- الوثبة الكبيرة
- الماتريكس 3
- الماتريكس 2
- All the Real Girls
- كبينة الهاتف (فيلم)
- 8 أميال (فيلم)
- Never Get Outta the Boat
- K-19: The Widowmaker
- High Crimes
- رحلة ممتعة (فيلم)
- 61*
- Tigerland
- The Weight of Water
- Running Mates
- ألعاب الرنة
- الميل الأخضر (فيلم)
- The Love Letter
- Best Laid Plans
- الماتريكس (فيلم)
- 8مم (فيلم)
- Your Friends & Neighbors
- تيتانيك (فيلم 1997)
- باتمان وروبن (فيلم)
- إل ايه سري للغاية (فيلم)
- Sunday
- The Chamber
- Foxfire
- وقت للقتل (فيلم)
- Eye for an Eye
- باتمان للأبد
- The Client
- ترو لايز
- The Air Up There
- House of Cards
- That Night
- Hot Shots!
- المبيد 2: يوم الحساب (فيلم)
- Welcome Home, Roxy Carmichael
- Pacific Heights
- Flatliners
- Split Decisions
- Lady in White
- الممنوع لمسهم (فيلم)
- Outrageous Fortune

## روابط خارجية
- مالي فين على موقع IMDb (الإنجليزية)
- مالي فين على موقع قاعدة بيانات الفيلم (الإنجليزية)